# Raymond Henri Pos
Raymond Henri Pos (Paramaribo, 9 maart 1910 – Willemstad (Curaçao), 5 november 1964) was een Surinaams jurist en diplomaat.

## Biografie
Zijn vader Coenraad Simon Pos (1880-1955), een vooraanstaand praktizijn, was in de jaren 30 kantonrechter in Paramaribo, plaatsvervangend lid van het Surinaamse Hof van Justitie en voorzitter van de kerkenraad van de Nederlands-Israëlische gemeente in Suriname. Hij was aangesloten bij de vrijmetselarij in Suriname.
Voor zijn opleiding ging R.H. Pos naar Nederland, waar hij in Alkmaar het gymnasium doorliep. In 1929 ging hij in Leiden wonen, waar hij aan de Rijksuniversiteit rechten ging studeren. In april 1939 promoveerde Pos daar op de dissertatie Evenredige vertegenwoordiging en volksvertegenwoordiging. Kort daarop keerde hij terug naar Suriname, waar hij ambtenaar werd op het parket van de procureur-generaal van Suriname. In 1942 werd hij advocaat-generaal bij het Surinaamse Hof van Justitie. In 1945 werd een commissie samengesteld met Pos als voorzitter die zich bezighield met wensen ten aanzien van staatkundige hervormingen. Hiervan verscheen in 1948 in boekvorm het "Verslag van de commissie tot bestudering van staatkundige hervormingen in Suriname". Toen procureur-generaal Maarten de Niet eind 1946 naar Nederland vertrok werd Pos waarnemend procureur-generaal bij het Hof van Justitie. Zijn jongere broer Hugo Pos zou vanaf 1960 enkele jaren bij dat hof procureur-generaal zijn.
In november 1947 werd R.H. Pos bij gouvernementsresolutie Vertegenwoordiger van Suriname in Nederland en in 1950 werd zijn functie Algemeen vertegenwoordiger van Suriname in Nederland. In die periode was hij tevens lid van de Surinaamse delegatie bij rondetafelconferenties die voorafgingen aan de onafhankelijkheid van Indonesië en de totstandkoming in december 1954 van het Statuut voor het Koninkrijk der Nederlanden. Als gevolg van dat statuut kregen de overzeese gebiedsdelen Nederlandse Antillen en Suriname meer eigen verantwoordelijkheden en in samenhang daarmee werd Pos aan het eind van die maand benoemd in de nieuwe functie van Gevolmachtigd minister van Suriname in Nederland wat hij bleef tijdens de kabinetten onder leiding van de premiers Ferrier (1955-1958) en Emanuels (1958-1963). Bij het aantreden van het kabinet-Pengel werd Pos opgevolgd door voormalig premier Emanuels.
In mei 1963 drong Pengel erop aan dat Surinamers een groter aandeel zouden krijgen in de buitenlandse dienst. Pos werd in augustus van dat jaar ambassadeur van Nederland in Cuba en Haïti met als standplaats Havana. Tijdens een ambassadeursconferentie in november 1964 op de Nederlandse Antillen werd hij onwel, waarop hij in het St. Elisabeth gasthuis in Willemstad op 54-jarige leeftijd overleed.
Juist in die periode werd hij door de Surinaamse regering naar voren geschoven als opvolger van gouverneur Archibald Currie. Door zijn plotseling overlijden zou uiteindelijk de door de Nederlandse regering gewenste kandidaat Hein de Vries gouverneur worden.